# Petrus Lambertus Goossens
Petrus Lambertus Goossens (Perk, Zuid-Brabant, 18 juli 1827 - Mechelen, 25 januari 1906) was een Belgisch geestelijke en een kardinaal van de Rooms-Katholieke Kerk.
Petrus Lambertus Goossens zag het levenslicht in een welgesteld landbouwersgezin in Perk. Zijn vader, Lambert Goossens, was er dertig jaar lang burgemeester.
Op 21 december 1850 werd Goossens tot priester gewijd. Hij werd in 1878 door toenmalig aartsbisschop Victor Augustus Dechamps tot vicaris-generaal benoemd. Op 1 juni 1883 werd hij benoemd tot bisschop-coadjutor van Namen; zijn bisschopswijding vond plaats op 24 juni 1883. Toen Théodore-Joseph Gravez op 16 juli 1883 overleed, volgde Goossens hem op als bisschop van Namen. Op 24 maart 1884 werd hij benoemd tot aartsbisschop van Mechelen.
Goossens werd tijdens het consistorie van 24 mei 1889 kardinaal gecreëerd. Hij kreeg de rang van kardinaal-priester. Zijn titelkerk werd de Santa Croce in Gerusalemme. Hij nam deel aan het conclaaf van 1903, dat leidde tot de verkiezing van paus Pius X.
In het kader van de Schoolstrijd (1879-1884) stimuleerde Goossens in de jaren 1880-1890 de uitbreiding van het katholiek middelbaar onderwijs. Dit leidde onder meer tot de oprichting van het Sint-Pieterscollege in Leuven. In 1905 zegende hij de eerste steen van de Nationale Basiliek van het Heilig Hart te Koekelberg.
- Digitale Bibliotheek voor de Nederlandse Letteren: goos032
- Gemeinsame Normdatei: 137416539
- International Standard Name Identifier: 0000 0000 5652 7638
- Nederlandse Thesaurus van Auteursnamen: 070055025
- Virtual International Authority File: 81610884
- WorldCat: E39PBJmHP6jmTkkqcrc6cGgMyd